# توموكي كاميدا
توموكي كاميدا (باليابانية: 亀田和毅) مواليد 12 يوليو 1991 في أوساكا، هو ملاكم محترف ياباني يصنف ضمن فئة وزن الديك حيث انتصر في نزاله الأول. حقق بطولة منظمة الملاكمة العالمية.

## إحصائيات
خاض خلال مسيرته 34 نزالا، فاز في 32 ولم يتعادل وخسر في 2. فاز بالضربة القاضية في 20 نزالا.

## روابط خارجية
- توموكي كاميدا على موقع بوكس ريك (الإنجليزية) (registration required)